# Poiné
Nella mitologia greca, Poiné (in greco antico: Ποινή, Poinḗ), in italiano Poina, Poena o Pena, era il demone delle pene, delle vendette, delle condanne e delle espiazioni, specialmente per omicidi colposi. Nella mitologia romana, corrisponderebbe a Ulzione, dea della vendetta il cui culto era associato a Marte.

## Etimologia
Il nome viene dal termine poinḗ, che in greco antico significa «pena, multa, penitenza».
Da questa parola deriva il sostantivo latino poena, da cui derivano pena, cioè «tristezza, dolore, afflizione», penale, come nell'espressione diritto penale («branca del diritto che riguarda l'erogazione di sanzioni»), e il verbo punire in italiano e pain, cioè «dolore», e sub poena, espressione specifica del diritto anglosassone, in inglese.